# Günter Hessler

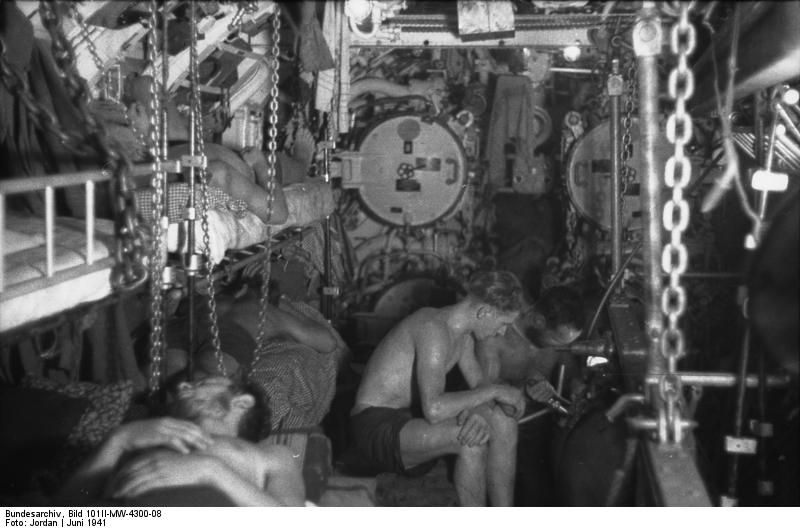
Beeld van de boeg van de U 107 tijdens het commando van Hessler.

Günter Hessler (Beerfelde, 14 juni 1909 - Bochum-Laer, Duitsland, 4 april 1968) was een succesvol Duits U-boot-commandant bij de Kriegsmarine tijdens de Tweede Wereldoorlog. Hij was sinds 1937 gehuwd met Ursula Dönitz, de dochter van grootadmiraal Karl Dönitz.

## Biografie
Günter Hessler kwam bij de Duitse Marine in april 1927. Na het voltooien van zijn officiersopleiding was hij enkele jaren actief bij de torpedoboten en op het linieschip Schlesien.
In april 1940 werd hij overgeplaatst naar de U-bootdienst en zes maanden later kreeg hij een actieve opdracht op de U 107, een Type IX B U-boot. Het was zeldzaam dat een officier het bevel kreeg over een U-boot zonder enige eerdere ervaring als officier-commandant-in-opleiding (Kommandanten-Schuler) op te doen, maar Hessler was een ervaren marine-officier en al snel bleek dat het een correcte beslissing was geweest om hem meteen in de strijd te werpen met een U-boot, zoals tijdens zijn eerste patrouille bleek. Tijdens zijn eerste patrouille liet hij vier schepen tot zinken brengen met een totaal van 18.514 ton scheepsruimte.
Hij werd beroemd met zijn tweede patrouille op de U 107 en tot kapitein-luitenant-ter-zee bevorderd. Günter Hessler vertrok vanuit de Onderzeebootbasis Lorient, Frankrijk, omstreeks 19:30 op 29 maart 1941, die tot een van de meest succesvolle patrouille van de hele oorlog tegen de geallieerde koopvaardij zou worden. Hij verliet samen met de U 94, onder bevel van kapitein-luitenant-ter-zee Herbert Kuppisch, de onderzeebootbasis en ze vertrokken zuidwaarts. Hun operationele gebied was rond de Canarische Eilanden en in de buurt van Freetown. Daar bracht de U 107 14 vrachtschepen met een totaal van 86 699 ton tot zinken, te beginnen met het Britse vrachtschip SS Eskdene dat getorpedeerd werd door twee voltreffers en uiteindelijk tot zinken werd geschoten door 104 granaten van het zware dekkanon van 195 mm. Het grootste schip dat tot zinken werd gebracht op deze patrouille was het Britse vrachtschip Calchas van 10 305 ton.
Op 1 juni 1941 bracht Hessler het Britse vrachtschip Alfred Jones van 5.013 ton tot zinken. De U 107 keerde terug naar Lorient op 2 juli 1941. Hessler begon een derde patrouille met de U 107 in november 1941. Gedurende deze patrouille vernietigde hij drie schepen met een totaal van 13.641 ton.
Hij diende vervolgens tot het einde van de oorlog op het BDU als Eerste Marine-officier voor Personeel. Kapitein-luitenant-ter-zee Hessler was sinds november 1937 getrouwd met admiraal Dönitz' dochter Ursula. Op dat moment was Hessler dienstdoende officier op de torpedoboten. Omdat Hessler zijn schoonzoon was, had Dönitz enige bedenkingen bij het geven van diens verdiende Ridderkruis, maar uiteindelijk ondertekende Groot-Admiraal Raeder de decoratievermelding.
Na de oorlog bracht Hessler meer dan een jaar door in geallieerde krijgsgevangenschap. Van 1947 tot 1951 werd hij in opdracht van de Royal Navy aangesteld om te schrijven over De U-bootoorlog in de Atlantische Oceaan in drie boekdelen, met de hulp en medewerking van korvetkapitein Alfred Hoschatt, de voormalige commandant van de U 378 en later ook een medewerker van de BDU.
Günter Hessler stierf op 4 april 1968 in Bochum-Laer, Duitsland op 58-jarige leeftijd.

## Successen
- 19 schepen tot zinken gebracht met een totaal van 108.411 BRT
- 2 hulpkruisers tot zinken gebracht met een totaal van 10.411 BRT

## Militaire loopbaan
- Offiziersanwärter: 5 april 1927[1]
- Seekadett: 1 oktober 1927[3][1]
- Fähnrich zur See: 1 april 1929[1][3]
- Oberfähnrich zur See: 1 juni 1931[1][3]
- Leutnant zur See: 1 oktober 1931[1][3]
- Oberleutnant Zur See: 1 juli 1933[1][3]
- Kapitänleutnant: 1 oktober 1936[1][3]
- Korvettenkapitän: 1 september 1941[1][3]

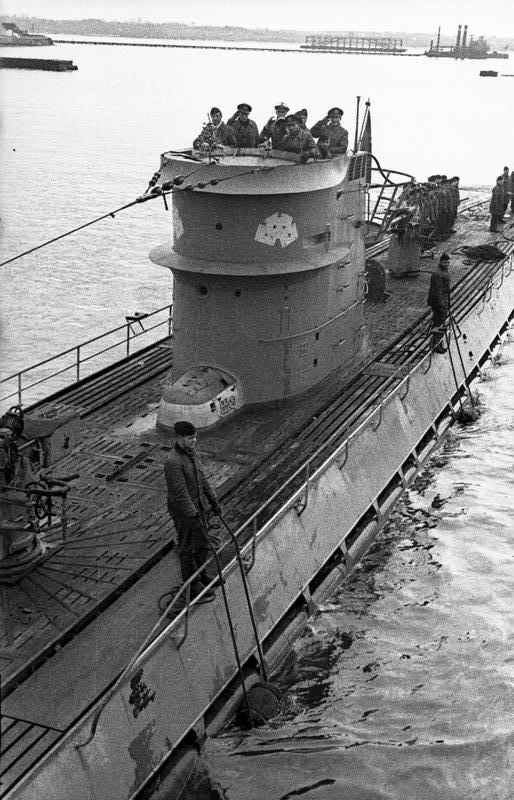
U 107 terugkerend van een patrouille, Frankrijk, Lorient.

- Fregattenkapitän: 1 december 1944[1][3]

## Decoraties
- Ridderkruis van het IJzeren Kruis op 24 juni 1941 als Kapitänleutnant en Commandant van de U 107[4][1][3][5]
- IJzeren Kruis 1939, 1e Klasse (1 maart 1941)[6][1][3]en 2e Klasse (18 november 1939)[6][1][3]
- Duitse Kruis in goud op 9 november 1944[7][1][3][5]
- Onderzeebootoorlogsinsigne 1939 op 3 juli 1941[6][1][3]
- Hij werd twee maal genoemd in het Wehrmachtbericht. Dat gebeurde op:
- 1 mei 1941[1][8]
- 8 juni 1941[1][9]

## U-boot commando
- U 107: 8 okt. 1940 - 1 dec. 1941: 3 patrouilles (200 dagen)